# Nolvenn Le Caër
Nolvenn Le Caër (ur. 23 lutego 1978 w Ille-et-Vilaine) – francuska kolarka górska, trzykrotna medalistka mistrzostw świata i czterokrotna medalistka mistrzostw Europy.

## Kariera
Pierwszy sukces w karierze Nolvenn Le Caër osiągnęła w 1996 roku, kiedy zdobyła złoty medal w downhillu juniorów podczas mistrzostw Europy. Na rozgrywanych dwa lata później mistrzostwach świata w Mont-Sainte-Anne w tej samej konkurencji zajęła drugie miejsce. W zawodach tych wyprzedziła ją jedynie jej rodaczka Anne-Caroline Chausson, a trzecie miejsce zajęła Cheri Elliott z USA. Ostatni medal zdobyła na mistrzostwach świata w Lugano w 2003 roku, gdzie była trzecia w downhillu. Przegrała tam tylko z Chausson oraz kolejną reprezentantką Francji - Sabriną Jonnier. Ponadto w sezonie 1998 zajęła trzecie miejsce w klasyfikacji downhillu Pucharu Świata w kolarstwie górskim. Czterokrotnie zdobywała medale mistrzostw Europy, w tym trzy srebrne: w 1996 i 1997 roku w downhillu oraz w 2000 roku w dualu, a także brązowy medal w downhillu w 2003 roku. Le Caër nigdy nie wystąpiła na igrzyskach olimpijskich.